# Sujovérkovo
Sujovérkovo (ruso: Сухове́рково) es un asentamiento de tipo urbano de Rusia perteneciente al raión de Kalinin de la óblast de Tver.
En 2021, el asentamiento tenía una población de 562 habitantes.
Se ubica unos 25 km al suroeste de la capital regional Tver.

## Historia
Recibe su topónimo de una pequeña aldea en torno a la cual se construyó el asentamiento, cuya existencia se conoce desde finales del siglo XIX. El actual asentamiento fue desarrollado por la Unión Soviética a partir de 1955 como un poblado minero para la extracción de turba. Recibió el estatus de asentamiento de tipo urbano en 1958. En el censo de 1959 superaba los mil seiscientos habitantes. La empresa local de turba quebró en la década de 1990, por lo que a principios del siglo XXI la mitad de la población estaba formada por jubilados, principalmente antiguos trabajadores de la empresa desaparecida.